# Burg Musberg
Die Burg Musberg (auch Burg Schlossberg) ist eine abgegangene mittelalterliche Befestigungsanlage in Musberg, einem Stadtteil von Leinfelden-Echterdingen im baden-württembergischen Landkreis Esslingen. Über die Geschichte der Burganlage ist nicht viel bekannt.

## Lage und Beschreibung
Der Burgstall befindet sich auf einem Bergsporn des Eichbergs oberhalb des Reichenbachs, etwa 300 Meter südlich der evangelischen Dreifaltigkeitskirche. Der Bergsporn wird auch Schlossberg genannt. Der erhaltene Halsgraben dient als Feldweg.

## Geschichte
Es ist nicht bekannt, welches Geschlecht die Burg einst erbaute, da sich über die Anlage keinerlei Nachrichten erhalten haben. Sicher ist, dass Musberg einst den Herren von Rohr gehörte, die auf der Wasserburg Rohr residierten. Diese Burg wurde im sogenannten Reichskrieg (1311–1312), einer Auseinandersetzung zwischen Graf Eberhard dem Erlauchten von Württemberg und den Reichsstädten zerstört. Eventuell teilte Burg Musberg dieses Schicksal.
1406 verkaufte Wolf von Rohr alle seine Güter und Rechte in Rohr und Musberg an Graf Eberhard von Württemberg. Dietz von Rohr verkaufte seinen Besitz im Ort an einen Ital Degen aus Echterdingen. Dem Haus Württemberg gelang es in der Folgezeit, auch diese Besitztümer von Degen und seinen Rechtsnachfolgern aufzukaufen. Erstmals erwähnt wurde die Anlage als Burgstall in einem württembergischen Lagerbuch von 1572. Daraus kann geschlossen werden, dass die Anlage gegen Ende des 16. Jahrhunderts nicht mehr existierte.